# Guerra civil española en Sanlúcar de Barrameda

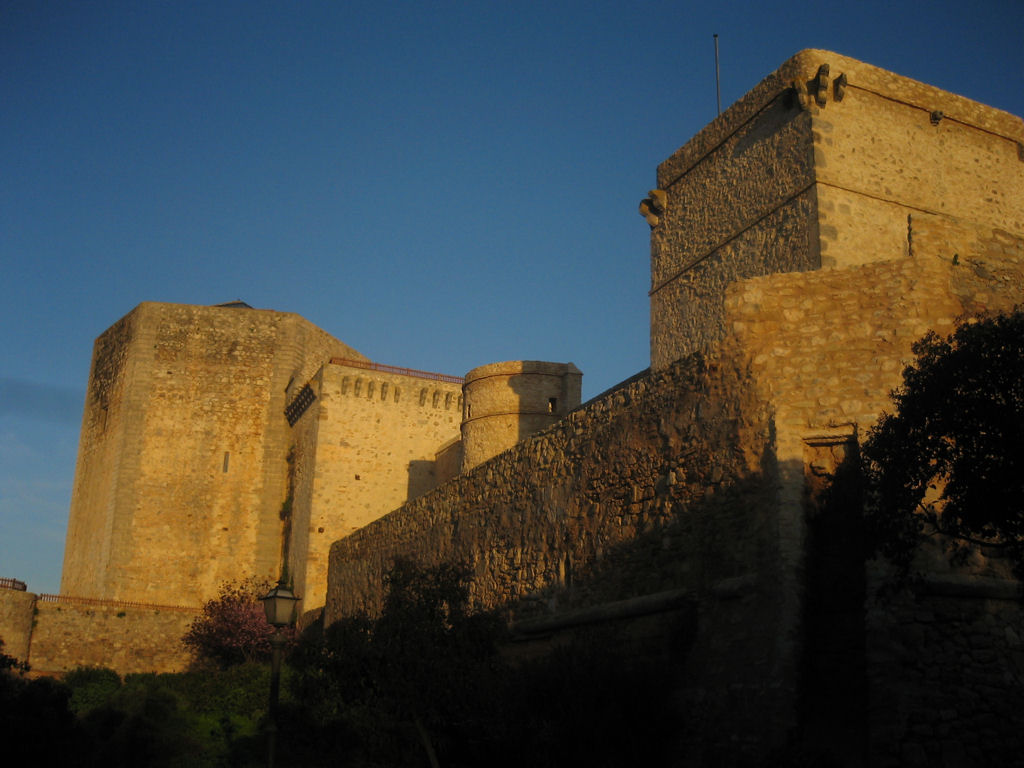
El Castillo de Santiago sirvió de cárcel durante la guerra civil española.

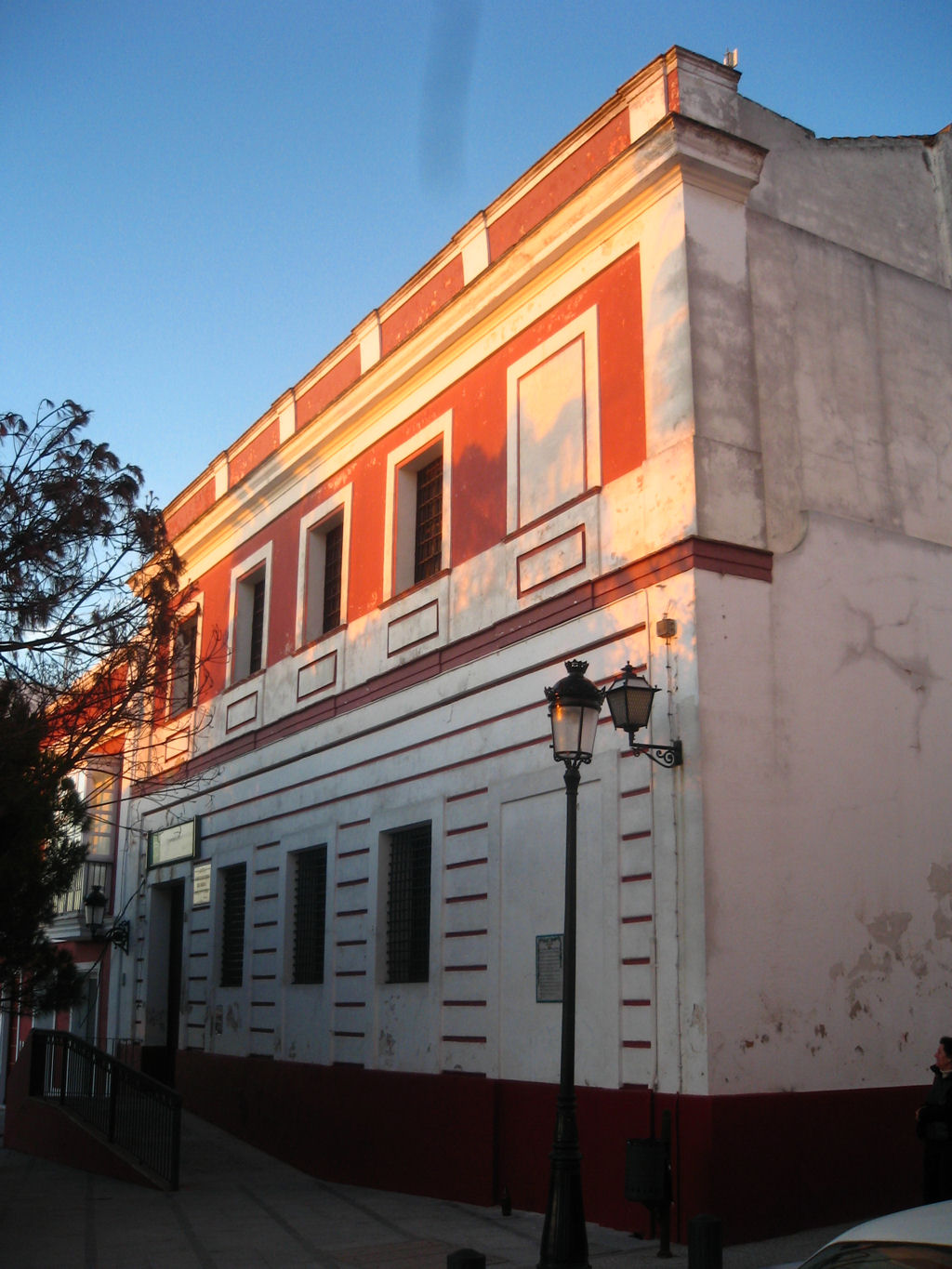
Antigua cárcel de Sanlúcar (hoy Conservatorio Joaquín Turina).

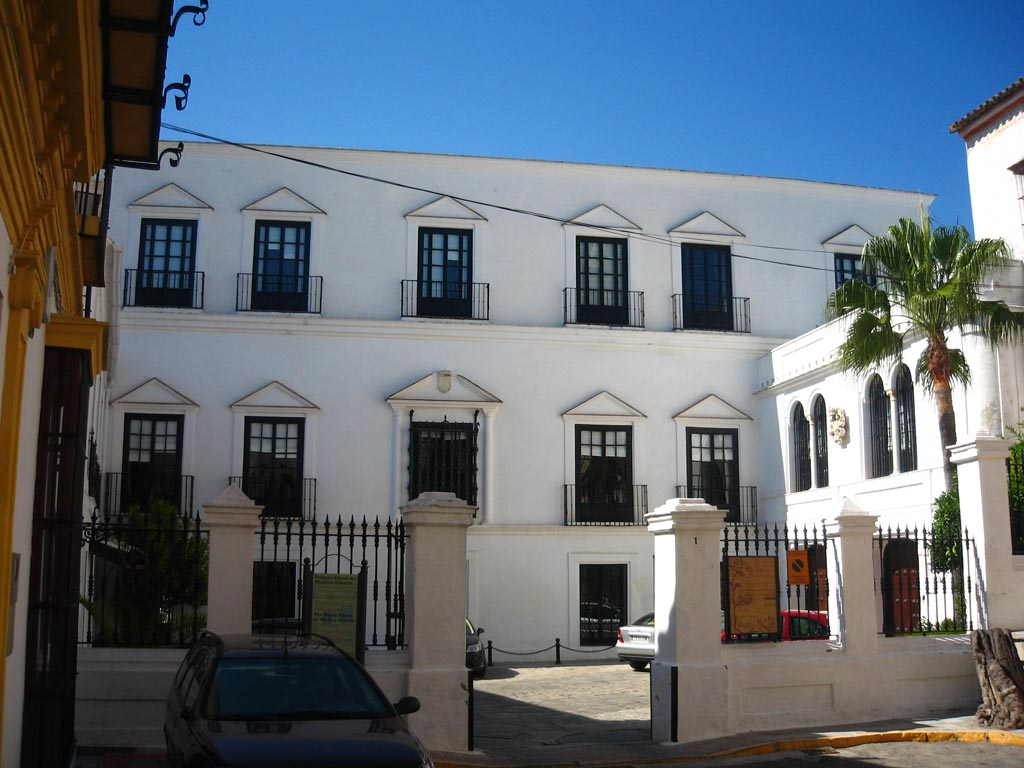
El Palacio de los duques de Medina Sidonia fue cuartel de la Falange durante la Guerra Civil.

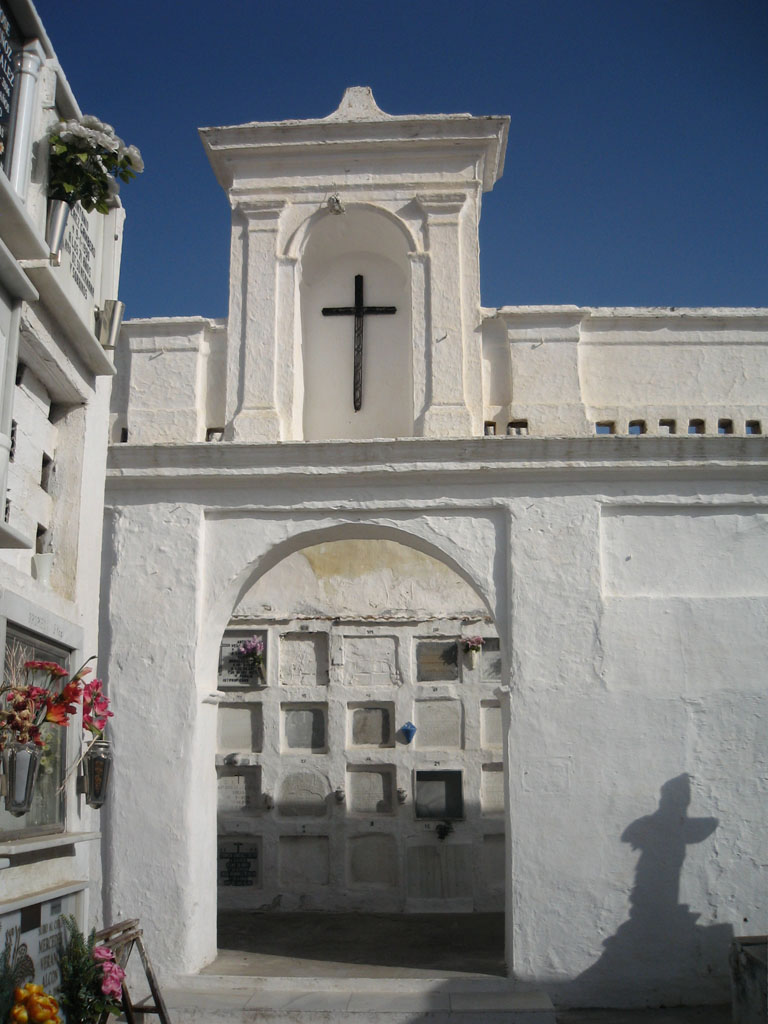
Cementerio de San Antonio Abad de Sanlúcar.

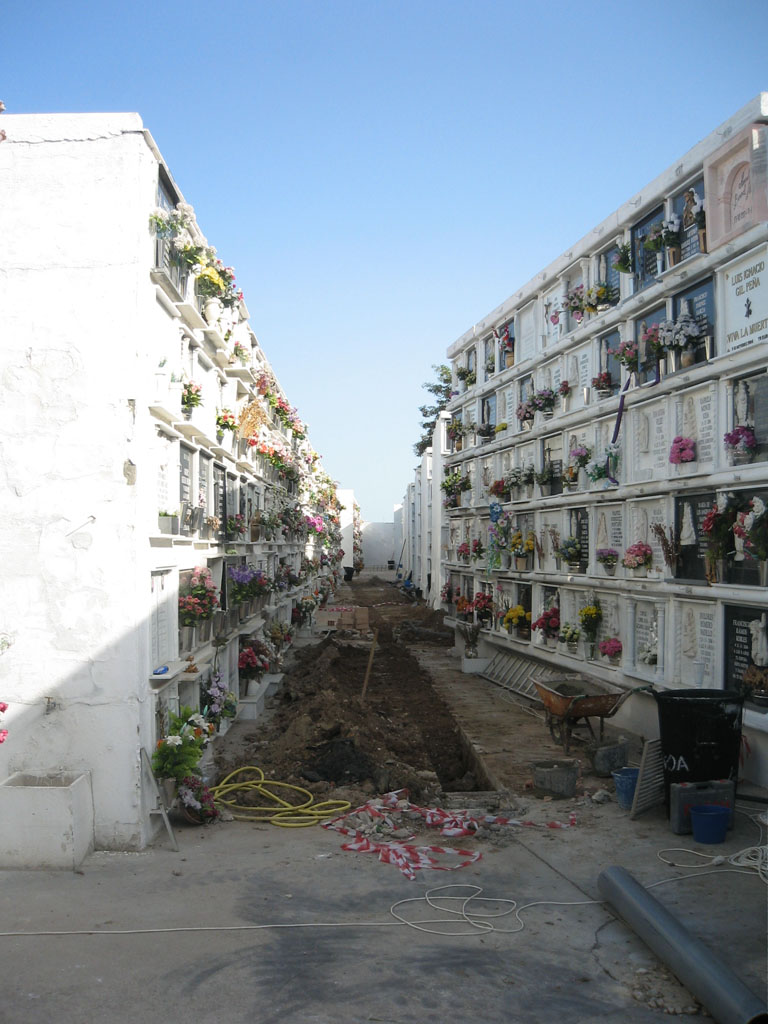
Antiguo cementerio civil, hoy integrado en el camposanto.

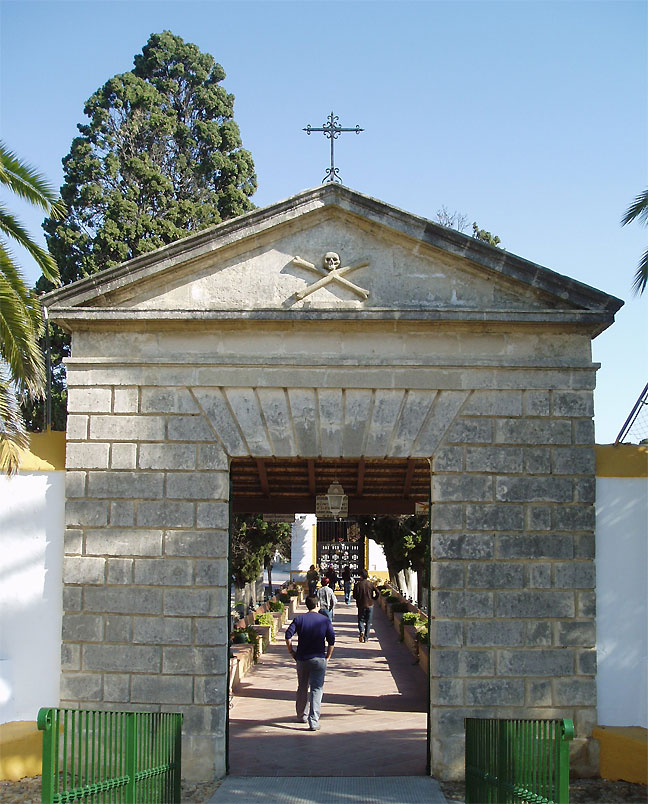
Cementerio de El Puerto de Santa María, en cuyas tapias fueron fusilados algunos sanluqueños durante la Guerra Civil, que fueron enterrados allí mismo.

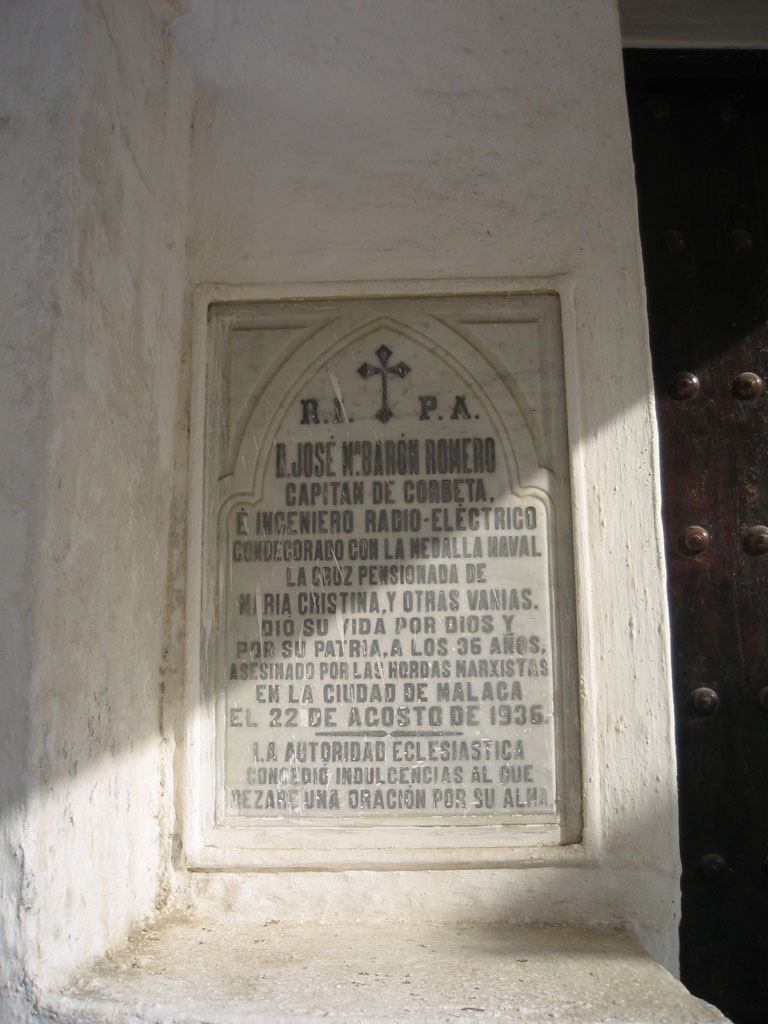
Lápida de un sanluqueño fallecido durante la Guerra, en el Cementerio local.

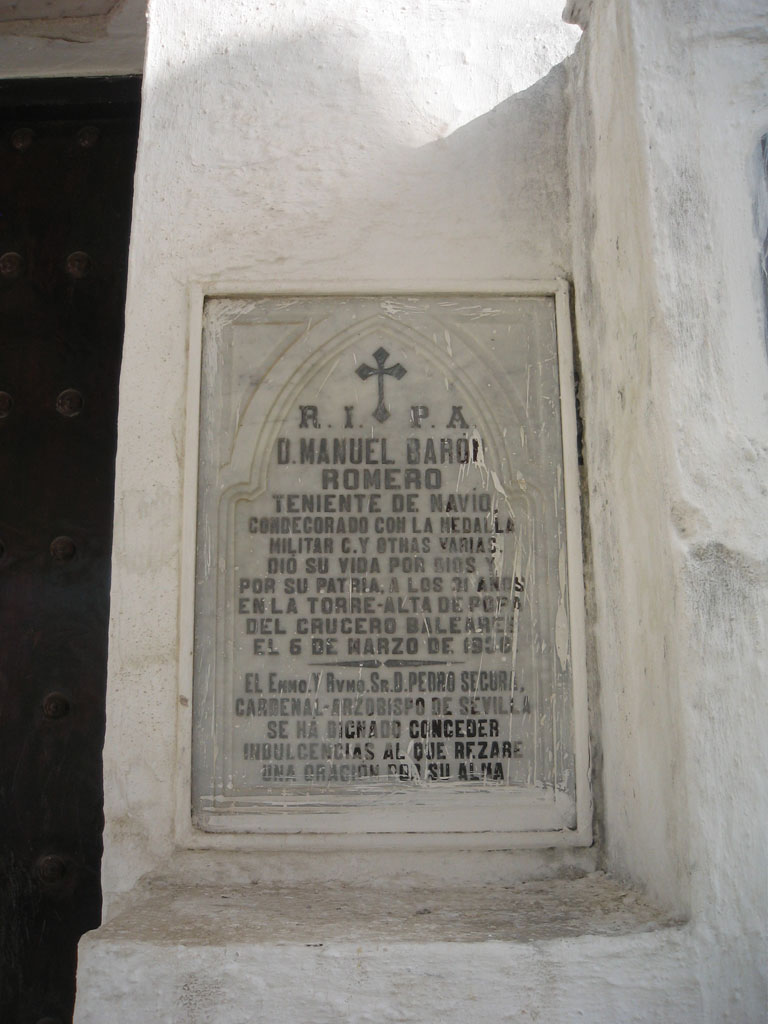
Lápida de otro sanluqueño fallecido durante la Guerra.

Al estallar la guerra civil española, Sanlúcar de Barrameda cayó al poco tiempo del alzamiento militar bajo el control del Bando sublevado, a cuyo mando estaba Gonzalo Queipo de Llano, nombrado Jefe del Ejército de Operaciones del Sur por Franco. En los primeros momentos del conflicto los sublevados sofocaron los focos de resistencia y en los meses siguientes fusilaron a algo más de 80 ciudadanos. Durante el resto de la guerra la ciudad no sufrió combates ni destrucciones materiales, aunque murieron al menos 13 sanluqueños luchando en el frente del lado sublevado.
Se conoce la identidad de las personas fusiladas gracias al diario personal del escritor local Manuel Barbadillo Rodríguez, cuyas anotaciones publicó en su libro Excidio. La guerra Civil en España. Asimismo la novela Copa de sombra de José Luis Acquaroni, obra que recibió el Premio Nacional de Narrativa en 1977, tiene como telón de fondo interesantes aspectos de la Guerra Civil, la Posguerra, el Franquismo y la Transición en Sanlúcar.
Según el diario de Barbadillo, los primeros momentos de la Guerra Civil en Sanlúcar fueron así:

Sábado, 18 de julio: Desde muy de mañana comenzaron a circular noticias referentes a una sublevación de las fuerzas militares de guarnición en África. Las radios se veían rodeadas de público pero el día transcurrió tranquilo. Nadie abandonó el trabajo, ni se adoptó por las autoridades medida alguna que hiciera suponer la gravedad de los acontecimientos que ya en aquellos críticos instantes se estaban desarrollando.

Domingo, día 19 de julio:No fue Sanlúcar, desde luego, ejemplo de resistencia al golpe de estado que desde ayer se estaba ejecutando en España. Eran las tres y media de la tarde cuando, desde la carretera de Jerez, la tropa fascista entró en la ciudad; descendió por el Carril de San Diego disparando al aire, y así llego hasta las puertas del Ayuntamiento donde proclamó comandante militar a don Antonio de León y Majón y destituyó al anterior municipio.

Durante la guerra el Palacio de los duques de Medina Sidonia fue ocupado por la Falange como cuartel y la Almona de Sanlúcar se utilizó como hospital, habilitándose una de sus naves como mezquita para los soldados marroquíes. Desde el 9 de agosto de 1936 hasta el 4 de enero de 1937 se produjeron fusilamientos por parte del Bando sublevado. A partir del 7 de enero de ese año, comenzaron los trabajos forzados. Según Barbadillo:

A las dos y media de la tarde, la guardia civil ha sacado algunos de los detenidos en el Castillo de Santiago y montándolos en el camión de obras del Ayuntamiento los han hecho llevar a la playa, donde han comenzado a trabajar en las obras que allí realizan. Empiezan, pues, los trabajos forzados. Pero ¿habrán terminado los fusilamientos?

## Víctimas
Según el diario de Manuel Barbadillo los fusilados por el Bando sublevado fueron los siguientes:
1. José Caos;
2. Nicolas Trujillo;
3. Salvador Peña;
4. Segismundo, tabernero;
5. Enrique Porres;
6. Bienvenido Chamorro, alcalde de Sanlúcar;
7. Cándido Luelmo;
8. Manuel Barrios;
9. Luis Aldón Rodríguez;
10. Francisco Gallego Lozano, presidente de la Juventud Socialista;
11. José Sumariva Cuevas, "el Paqui";
12. Manuel Brito Vidal, confitero;
13. Manuel Marín Navarro;de profesión tonelero 18 años
14. Miguel Valencia Serrano, "Chavera", gitano;
15. José López Chía, aguador;
16. José Marín Sánchez;
17. Andrés Pozo Galán;
18. Ricardo Otero Montiel;
19. Antonio Reina González;
20. José A. Díaz Romero;
21. José Blasco Romero, albañil;
22. Miguel Venega Sánchez, cortijero;
23. Manuel Gutiérrez Pérez, "la Osa", "el Cojo afeminado";
24. Antonio Palma Verano, el hijo de Lolilla Verano;
25. Juan Romero Cáceres, "el Pandereto", presidente del gremio de agricultores;
26. Juan Gil Gómez-Salina, marinero;
27. Juan Domínguez García, Juanillo el Trebujenero, electricista;
28. Francisco Suárez Cambriles;
29. Agustín Lara Lagares, "El Pancho", torero;
30. José Téllez Cuevas, "Joselito el del Arroyo";
31. Francisco Serrano Palma, exconcejal socialista;
32. Francisco Galán Lozano, "el Chato de la Gabriela", gitano;
33. José Romero Juez, "el Rubiales";
34. Rafael Expósito Expósito (de Sevilla), pistolero;
35. José González Mora;
36. Juan Caro Espinar;
37. Juan Hevilla Morals;
38. Tomás Ponce Fanega, camarero y militante socialista;
39. Antonio González Raposo, campesino;
40. Federico Ramírez, carpintero;
41. Antonio Ruiz Ruiz (de Bonanza);
42. Manuel Reyes Buzón, exguardia de Arbitrios;
43. Rafael Pérez Gil, "Chicharito";
44. Antonio Escobar Moreno (de Bonanza);
45. Manuel Jiménez Virlan;
46. Don Serafín, el farista;
47. Antolino, operador de cine;
48. Diego López, exguardia rural;
49. Gálvez;
50. Palma, marinero (consiguió huir);
51. Antonio Berrocal Navarro (huyó herido);
52. Guerrero, hijo de Luis Guerrero Barrios;
53. Mariano Amate;
54. Miguel Galán Lozano, hermano de "el Chato de la Gabriela";
55. José Ruiz Moscosio;
56. Francisco Rodríguez Rueda, "Paquirri";
57. Antonio Orza Palacios;
58. Cristóbal Velázquez, hijo de "el Chato de la Dehesa";
59. Joaquín Rodríguez Moscosio;
60. Manuel Amate;
61. Arocha, el cochero, exconcejal socialista;
62. Cuevas, hijo de Antonio Cuevas, que fue alcalde durante la Cantonal;
63. Laureano, casado con una hija de Juanito el de la cárcel;
64. Gil, empleado de la Administración de Consumos, socialista;
65. Rafael Asquerino Romo, expresidente de la asociación de empleados municipales;
66. Francisco Franco Seco;
67. Tomás Alfonseca Castro;
68. Francisco Romero Parra, "Parrita";
69. Antonio Arocha Romero, exconcejal;
70. Pablo Repetto Rey;
71. Diego Valero Sánchez, excomandante de la Guardia Civil;
72. "Aoño", campesino viticultor;
73. "Pijindi", marinero;
74. "Lolo", hijo de "el Chato de la Dehesa", de campo;
75. Federico Galán, de campo;
76. Un cuñado del anterior;
77. Manuel Rodríguez Romero, un hermano de "el Arreciado", panadero;
78. El Chato de la Dehesa, padre;
79. Luis García Sahagún, maestro nacional y ex primer teniente de alcalde del último Ayuntamiento republicano;
80. El hijo del "Quincallero" de la plaza de San Roque;
81. "El Manga", secretario que fue de los viticultores.

Según Macarena Tallafigo López, del Área de Recuperación Memoria Histórica de la Delegación de Cultura del Ayuntamiento de Chipiona, el 21 de julio de 1936 murieron en su casa de Sanlúcar, a manos de los ejércitos de tabor o de marroquíes, los chipioneros:
1. Juan Crespo Mellado;
2. María Porta Crespo, hija del anterior;
3. Bartolomé Lorenzo Porta, hijo y nieto respectivamente de los dos anteriores.

Según una lápida conmemorativa colocada en 1953 por el Casino Sanluqueño en el patio del Santuario de Nuestra Señora de la Caridad, sus socios caídos en el Bando sublevado fueron los siguientes:
1. Tomás Bustillo Delgado
2. Fernando Bustillo Delgado
3. José Mª Barón Romero
4. Humberto Girón Díaz
5. Carlos Delgado Lejal
6. Fernando Ariza González
7. Manuel Barón Romero
8. Guillermo Romero Gutiérrez
9. José Gutiérrez Ambrosy
10. Tomás Delgado Lejal
11. Manuel Marcos Zaldúa
12. Fermín Hidalgo Ambrosy
13. José L. Gutiérrez Ambrosy